# Apocalittici
Gli apocalittici o "movimento della nuova apocalisse" (in inglese New Apocalyptics), fu un movimento letterario inglese sorto alla fine degli anni trenta, che prendevano il loro nome dall'antologia "The New Apocalypse" (1939), scritta da J. F. Hendry (1912–1986) ed Henry Treece. Ad essa seguirono le successive antologie "The White Horseman (1941)" e "Crown and Sickle (1944)".
Il movimento tendeva al rifiuto della poesia politicamente impegnata e al ritorno al mito. Tra gli esponenti: Henty Treece, J.F. Hendry e G.S. Fraser. La loro reazione al realismo politico della poesia degli anni Trenta si basava sull'opera di D. H. Lawrence (Apocalypse, 1931), sul surrealismo, il mito e l'espressionismo.
Tra gli esponenti apocalittici vengono iscritti James Findlay Hendry, Henry Treece, Ian Bancroft, Alex Comfort, Dorian Cooke, John Gallen, Wrey Gardiner, Robert Greacen, Robert Herring, Seán Jennett, Maurice Lindsay, Nicholas Moore, Philip O'Connor, Leslie Phillips, Tom Scott, Gervase Stewart, Dylan Thomas, Vernon Watkins, and Peter Wells.
Gli apocalittici vengono talvolta ricondotti al più ampio movimento "neo romantico", tra il "gruppo Auden" degli anni '30 e "The Movement" degli anni '50.